# Kościół św. Audoena w Dublinie
Kościół św. Audoena w Dublinie – zespół dwóch kościołów zlokalizowany przy High Street w Dublinie (starszy, pierwotnie katolicki, należy do anglikańskiego Kościoła Irlandii, a nowszy jest katolicki). Świątynia katolicka jest siedzibą Duszpasterstwa Polskiego w Irlandii.

## Stary kościół (obecnie anglikański)
Stary kościół zbudowano między 1181 a 1212 podczas inwazji normańskiej (być może świątynia istniała tu wcześniej), a inicjatorem jego wzniesienia był biskup John Comyn, metropolita Dublina pochodzenia normańskiego. W 1218 wzniesiono w pobliżu katedrę św. Patryka i od tego czasu kościół Św. Audoena pozostaje z nią w ścisłej relacji. Obiekt rozbudowano w XV wieku z fundacji sir Rolanda FitzEustace’a, lorda Portlester. Dobudował on dwie kaplice dedykowane założonemu przez siebie bractwu Św. Anny. W okresie reformacji kościół odebrano katolikom i pozostaje on do dziś własnością anglikanów. Przez następne trzysta lat katolicy modlili się w ukryciu, w domach prywatnych, a po 1683 w niedużej kaplicy przy Cornmarket (przeniesionej w 1767 na Bridge Street).     

## Nowy kościół (katolicki)

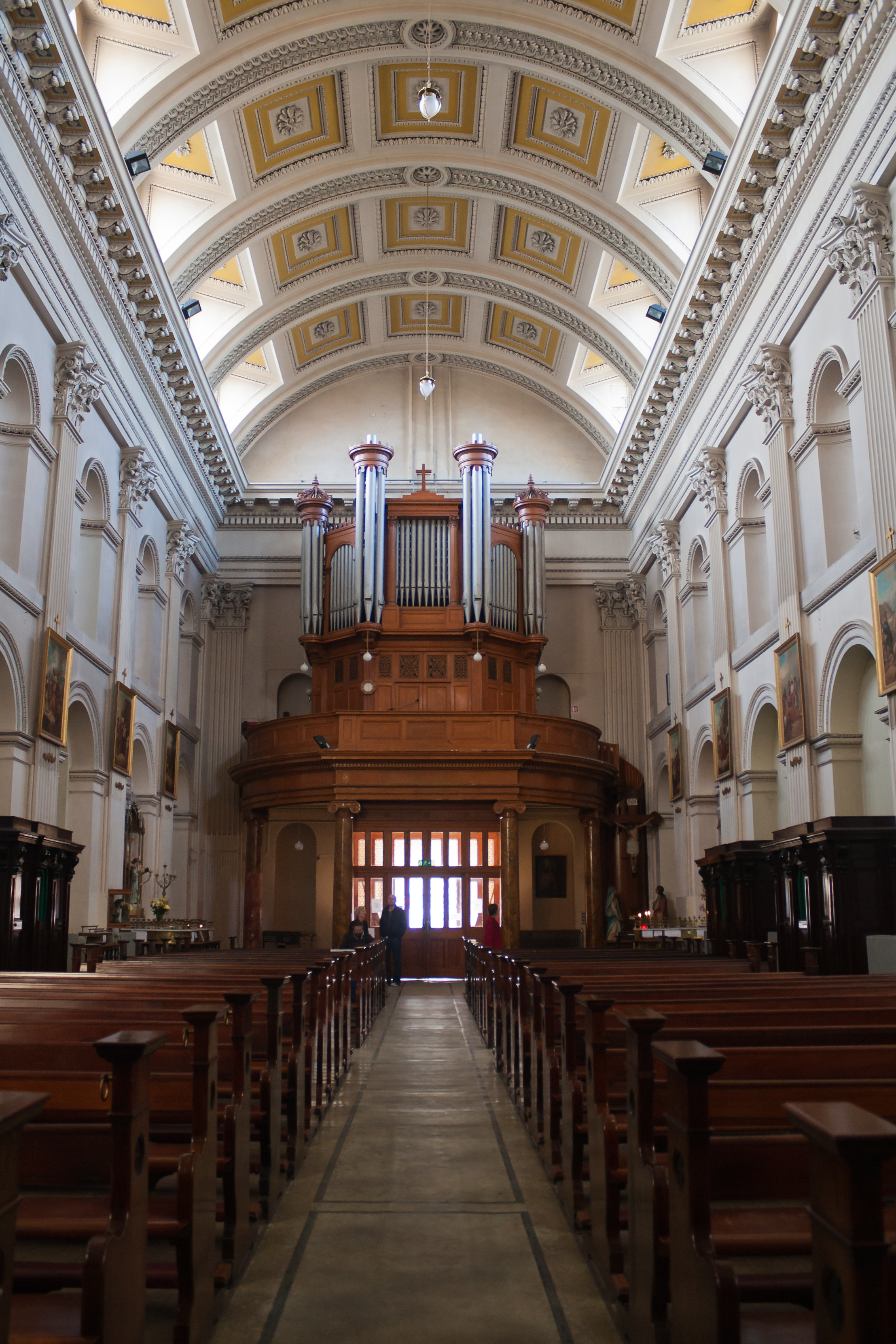
Wnętrze nowego kościoła

Po ogłoszeniu aktu emancypacji katolików w 1829 rozpoczęto budowę nowego kościoła. Inicjatorem przedsięwzięcia był ksiądz Canon Monks. Projekt zademonstrowano w 1841. Jego autorem był Patrick Byrne. Poświęcenie odbyło się 13 września 1846 (arcybiskup Daniel Murray), a prace wykończeniowe trwały do 1899 (portyk). Historyk Maurice Craig uważał kościół za najpiękniejszy w Dublinie. Stwierdził, że wygląda jak forteca wiary nie do zdobycia.     
W 1970 świątynię włączono do franciszkańskiej parafii przy Marchant Quay, a 17 września 2006 arcybiskup Diarmuid Martin przekazał ją na ręce kardynała Józefa Glempa na potrzeby dublińskich Polaków. W uroczystości przekazania udział wzięli m.in. biskup Raymond Field (przewodniczący Rady dla Imigrantów i Emigrantów przy Episkopacie Irlandii), ks. Ryszard Głowacki (przełożony generalny Towarzystwa Chrystusowego) oraz ambasador RP w Dublinie, Ryszard Sarkowicz.     
Do cennych elementów wyposażenia należą: obrazy Drogi Krzyżowej z okresu konsekracji, statua Matki Bożej z Dzieciątkiem, wykonana w Rzymie z białego marmuru przez włoskiego rzeźbiarza Pietro Bonanniego (1847), muszle-kropielnice przy wejściu wyłowione z Pacyfiku przez marynarza będącego bratem jednego z proboszczów i organy z 1861.

## Galeria

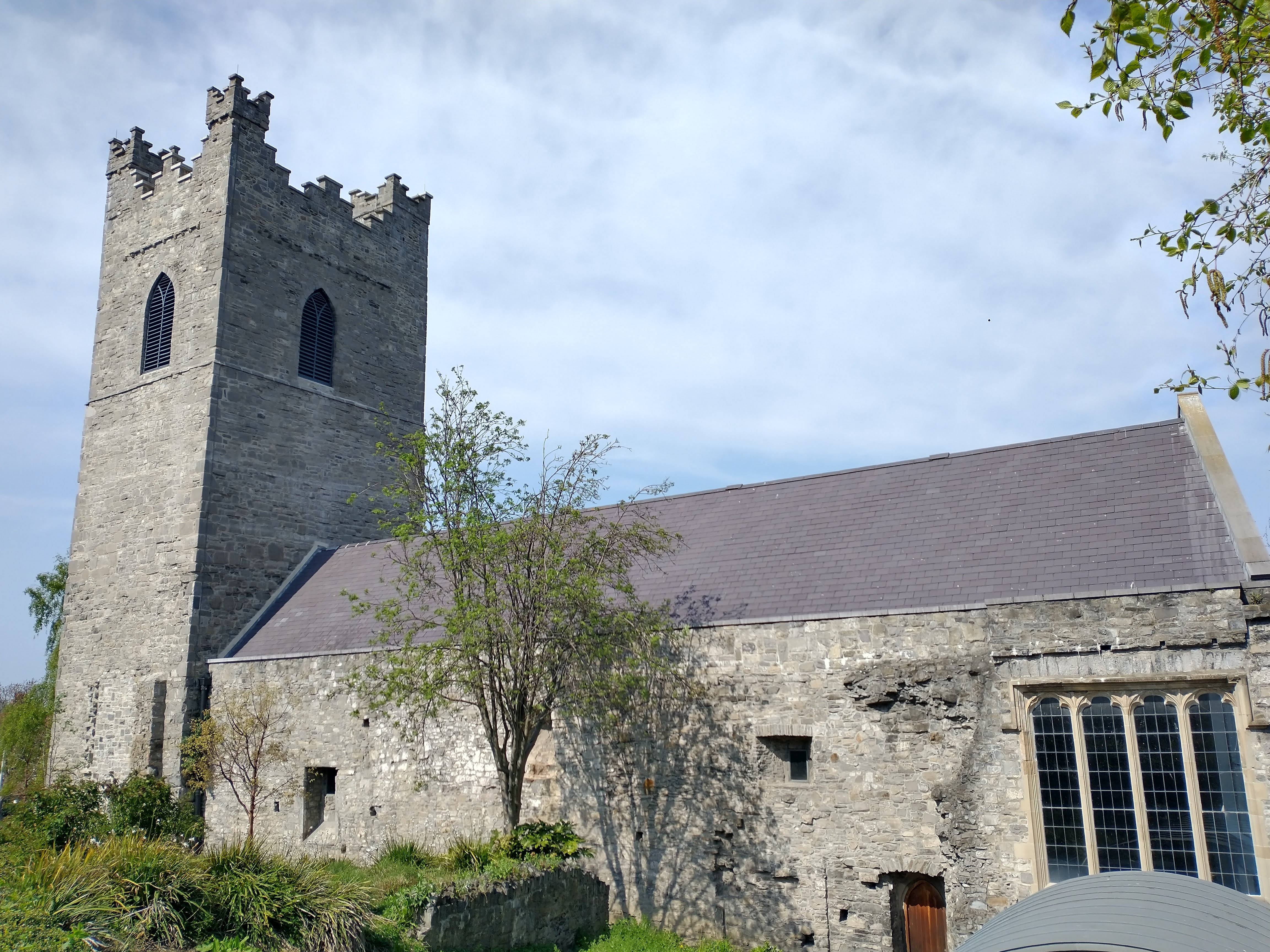
Stary kościół (obecnie anglikański)
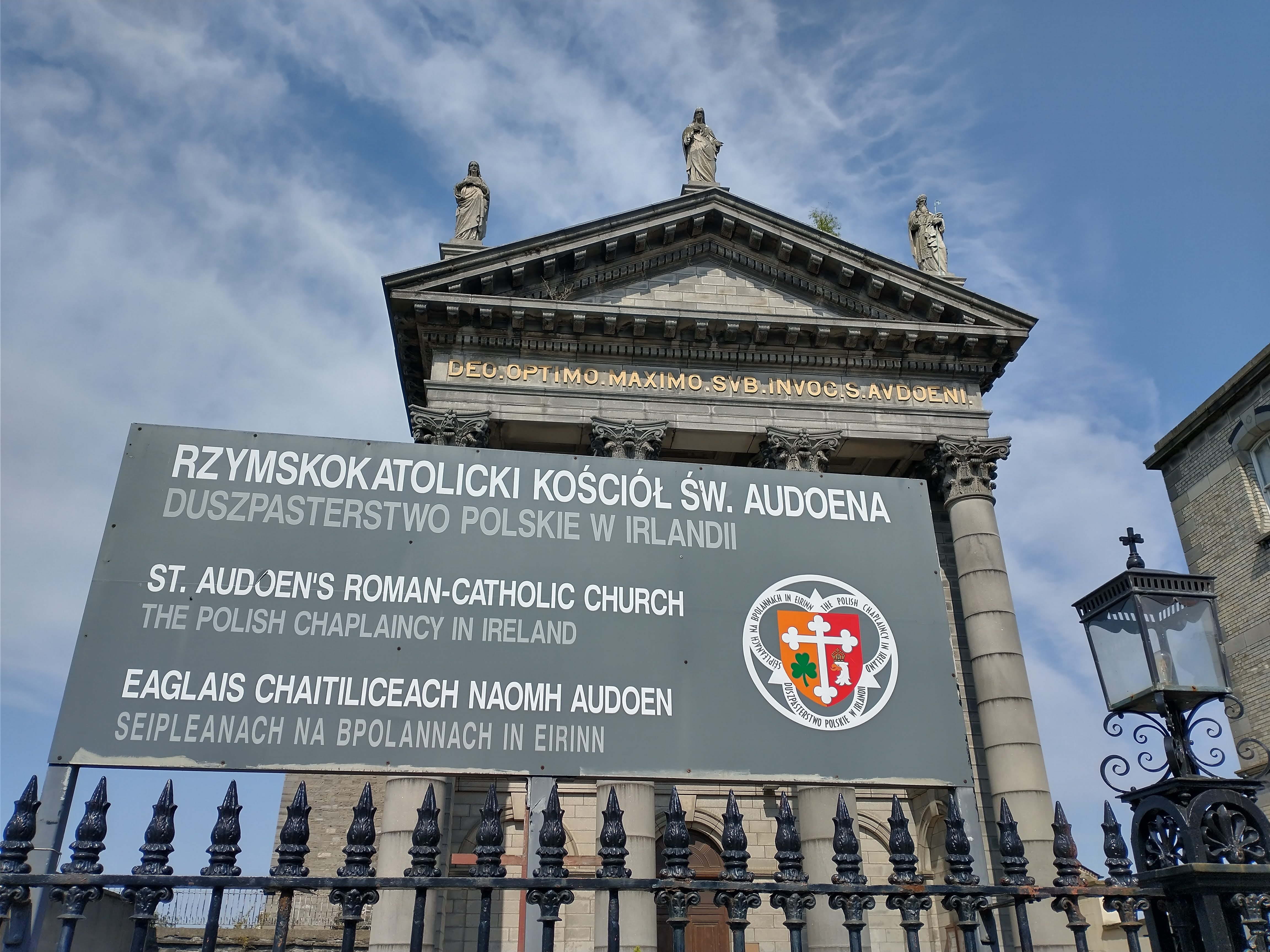
Polskie duszpasterstwo